# Coeur d'Alene (ciutat)
Coeur d'Alene ([ˌkɝdəˈlein]) és la ciutat més gran i la seu del comtat de Kootenai (estat d'Idaho, Estats Units d'Amèrica). Segons el cens del 2006 tenia 41.328 habitants.